# 사기리 세이나
사기리 세이나(일본어: 早霧 せいな さぎり せいな[*], 9월 18일 - )는 일본의 배우이다. 전 다카라즈카 가극단 유키구미 톱스타이다.
나가사키현 사세보시, 현립 사세보니시고등학교 출신이다. 키 166cm, 혈액형 AB형이다. 애칭은 "치기"이다.
소속사는 이미지 엔터테인먼트이다.

## 약력
1999년, 다카라즈카 음악학교에 입학.
2001년, 다카라즈카 가극단 87기생으로 입단. 소라구미 공연 「베르사이유의 장미 2001」로 초무대. 그 후 소라구미에 배속.
남역으로서는 작지만, 발군의 운동 신경을 살린 댄스, 섬세한 역할 만들기로 평가를 받아, 2006년, 와오 요우카・하나후사 마리 톱콤비 퇴단공연 「NEVER SAY GOODBYE」로, 신인공연 첫 주연. 같은 해, 타카시로 케이・시죠 루이 톱콤비 대극장 오히로메 공연이자 퇴단 공연 「유신회천・료마전!」으로, 2번째 신인공연 주연.
2008년의 바우 워크샵 「순정」으로, 바우홀 공연 첫 주연.
2009년 2월 24일자로 유키구미로 조이동. 같은 해 「설경색」 (바우홀・일본청년관 공연)으로, 바우홀・동상공연 더블 주연. 사오 쿠라마와 역교대(야쿠카와리)로 6역을 연기했다.
2011년의 「니진스키」 (바우홀・일본청년관 공연)으로, 바우홀・동상공연 단독 첫 주연.
2012년의 「쌍곡선상의 카르테」 (바우홀・일본청년관 공연)으로, 2번째 동상공연 단독주연.
2014년의 「베르사이유의 장미」로 전국 투어 공연 첫 주연. 같은 해 9월 1일자로 유키구미 톱스타에 취임. 1998년에 창설된 소라구미 출신자 중에서 첫 톱스타 탄생이었다. 상대역으로는 사키히 미유를 맞이해, 이듬해 「루팡 3세／판타지・가이!」로 톱콤비 대극장 오히로메.
2017년 7월 23일, 「막말태양전／Dramatic “S”!」 도쿄 공연 천추락을 기해, 다카라즈카 가극단을 퇴단. 동시 퇴단한 상대역 사키히 미유와의 콤비는, 헤이세이 골든 콤비로 칭송 받고, 톱 취임 후 대극장 주연작 5 작품 연속으로 객석가동률 100％ 초과 달성하고, 이것은 다카라즈카 사상 최초의 기록이 되었다.
2018년, 무대 「바람의 검심」의 주연. 자신이 다카라즈카 시대에 주연을 맡은 대표작으로, 다시 주연인 히무라 켄신을 연기하게 되었다.
2019년 8월 5일자로 이미지 엔터테인먼트 소속이 되었다.
2021년의 「드래곤사쿠라」 (TBS계)로 인생 첫 연속 드라마 레귤러 출연을 해냈다.自身初となる連続ドラマのレギュラー出演を果たした。

## 인물
친동생으로 프리 아나운서 치기타 에리코가 있다.

## 재단 시절 주요 무대
| 재단 시절 주요 무대                  | 재단 시절 주요 무대 | 재단 시절 주요 무대                                  | 재단 시절 주요 무대                        | 재단 시절 주요 무대                                                   | 재단 시절 주요 무대                                                |
| 기간 (월)                            | 소속                | 제목                                                 | 공연장                                     | 배역                                                                  | 비고                                                               |
| ------------------------------------ | ------------------- | ---------------------------------------------------- | ------------------------------------------ | --------------------------------------------------------------------- | ------------------------------------------------------------------ |
| 2001년                               |                     |                                                      |                                            |                                                                       |                                                                    |
| 4 - 5                                | 소라                | 베르사이유의 장미 2001 -페르젠과 마리 앙투아네트 편- | 다카라즈카 대극장                          |                                                                       | 초무대                                                             |
| 6 - 8                                | 소라                | 베르사이유의 장미 2001 -페르젠과 마리 앙투아네트 편- | 도쿄 다카라즈카 극장                       |                                                                       |                                                                    |
| 11 - 2002년 3                        | 소라                | 카스테르 미라쥬                                      | 다카라즈카 대극장 도쿄 다카라즈카 극장     | 코사 노스토라 (신인공연)                                              | 본역 : 나츠 히로미ㆍ스즈 하루키                                    |
| 11 - 2002년 3                        | 소라                | 댄싱 스피릿트!                                       | 다카라즈카 대극장 도쿄 다카라즈카 극장     |                                                                       |                                                                    |
| 2002년                               |                     |                                                      |                                            |                                                                       |                                                                    |
| 4 - 5                                | 소라                | 에이지 오브 이노센스                                 | 바우홀 일본청년관                          | 비서                                                                  |                                                                    |
| 7 - 11                               | 소라                | 봉황전                                               | 다카라즈카 대극장 도쿄 다카라즈카 극장     | 제림 (신인공연)                                                       | 본역 : 하츠네 마요                                                 |
| 7 - 11                               | 소라                | 더 쇼 스톱퍼                                         | 다카라즈카 대극장 도쿄 다카라즈카 극장     |                                                                       |                                                                    |
| 12 - 2003년 1                        | 소라                | 성스러운 별의 기적 -언젠가 만날 너에게-              | 드라마시티 아카사카ACT시어터               |                                                                       |                                                                    |
| 2003년                               |                     |                                                      |                                            |                                                                       |                                                                    |
| 2 - 6                                | 소라                | 용병 피에르                                          | 다카라즈카 대극장 도쿄 다카라즈카 극장     | 굠 (신인공연)                                                         | 본역 : 나나호 히카루                                               |
| 2 - 6                                | 소라                | 만천성대야총회                                       | 다카라즈카 대극장 도쿄 다카라즈카 극장     |                                                                       |                                                                    |
| 8                                    | 소라                | 봉황전                                               | 하카타좌                                   | 박사                                                                  |                                                                    |
| 8                                    | 소라                | 더 쇼 스톱퍼                                         | 하카타좌                                   |                                                                       |                                                                    |
| 10 - 2004년 2                        | 소라                | 백야의 번개                                          | 다카라즈카 대극장 도쿄 다카라즈카 극장     | 펠 사바티에 (신인공연)                                                | 본역 : 야마토 유우가                                               |
| 10 - 2004년 2                        | 소라                | 템프테이션                                           | 다카라즈카 대극장 도쿄 다카라즈카 극장     |                                                                       |                                                                    |
| 2004년                               |                     |                                                      |                                            |                                                                       |                                                                    |
| 3                                    | 소라                | BOXMAN -나에게 깨지지 않는 금고따윈 없어-            | 일본청년관 드라마시티                      | 데렉                                                                  |                                                                    |
| 5 - 8                                | 소라                | 팬텀                                                 | 다카라즈카 대극장 도쿄 다카라즈카 극장     | 종자 리샬 (신인공연)                                                  | 본역 : 료우가 하루히                                               |
| 10 - 11                              | 소라                | 바람과 함께 사라지다                                 | 전국투어                                   | 필                                                                    |                                                                    |
| 2005년                               |                     |                                                      |                                            |                                                                       |                                                                    |
| 1 - 4                                | 소라                | 호텔 스테라마리스                                    | 다카라즈카 대극장 도쿄 다카라즈카 극장     | 가이 프레스코트 (신인공연)                                            | 본역 : 야마토 유우가                                               |
| 1 - 4                                | 소라                | 레뷰 전설                                            | 다카라즈카 대극장 도쿄 다카라즈카 극장     |                                                                       |                                                                    |
| 5 - 6                                | 소라                | Le Petit Jardin                                      | 바우홀                                     | 패트릭                                                                |                                                                    |
| 8 - 11                               | 소라                | 불길에 입을 맞추다                                   | 다카라즈카 대극장 도쿄 다카라즈카 극장     | 사트 파리아 (신인공연)                                                | 본역 : 야마토 유우가                                               |
| 8 - 11                               | 소라                | 네오 보야지                                          | 다카라즈카 대극장 도쿄 다카라즈카 극장     |                                                                       |                                                                    |
| 12                                   | 소라                | 와오 요우카 라이브 쇼 『W-WING-』                    | 드라마시티                                 |                                                                       |                                                                    |
| 2006년                               |                     |                                                      |                                            |                                                                       |                                                                    |
| 3 - 7                                | 소라                | NEVER SAY GOODBYE                                    | 다카라즈카 대극장 도쿄 다카라즈카 극장     | 타릭 조르지 말로 (신인공연)                                           | 본역 : 와오 요우카 신인공연 첫 주연                                |
| 8                                    | 소라                | UNDERSTUDY                                           | 바우홀                                     | 코넬리우스 그린                                                       |                                                                    |
| 11 - 2007년 2                        | 소라                | 유신회천 료마전!                                     | 다카라즈카 대극장 도쿄 다카라즈카 극장     | 오키타 소지사카모토 료마 (신인공연)                                   | 본역 : 타카시로 케이 신인공연 주연                                 |
| 11 - 2007년 2                        | 소라                | 더 클래식                                            | 다카라즈카 대극장 도쿄 다카라즈카 극장     |                                                                       |                                                                    |
| 2007년                               |                     |                                                      |                                            |                                                                       |                                                                    |
| 3 - 4                                | 소라                | A/L -괴도 루팡의 청춘-                               | 드라마시티 일본청년관 중일극장             | 드니스 칸데라                                                         |                                                                    |
| 6 - 7                                | 소라                | 발렌시아의 뜨거운 꽃                                 | 다카라즈카 대극장                          | 마르코스 돈 판 카르델로 (대역) 라몬 카르도스 (신인공연)               | 대역 본역 : 나나호 히카루 신인공연 본역 : 란쥬 토무ㆍ호쿠쇼 카이리 |
| 6 - 7                                | 소라                | 소라 FANTASISTA!                                     | 다카라즈카 대극장                          |                                                                       |                                                                    |
| 8 - 9                                | 소라                | 발렌시아의 뜨거운 꽃                                 | 도쿄 다카라즈카 극장                       | 마르코스 라몬 카르도스 (신인공연)                                     | 본역 : 란쥬 토무ㆍ호쿠쇼 카이리                                    |
| 8 - 9                                | 소라                | 소라 FANTASISTA!                                     | 도쿄 다카라즈카 극장                       |                                                                       |                                                                    |
| 11                                   | 소라                | THE SECOND LIFE                                      | 바우홀                                     | 케리 슬레터                                                           |                                                                    |
| 2008년                               |                     |                                                      |                                            |                                                                       |                                                                    |
| 2 - 5                                | 소라                | 여명의 바람                                          | 다카라즈카 대극장 도쿄 다카라즈카 극장     | 미야카와 키이치로                                                     |                                                                    |
| 2 - 5                                | 소라                | Passion 사랑의 여행                                  | 다카라즈카 대극장 도쿄 다카라즈카 극장     |                                                                       |                                                                    |
| 6 - 7                                | 소라                | 순정                                                 | 바우홀                                     | 사스케                                                                | 바우 더블 주연                                                     |
| 9 - 12                               | 소라                | Paradise Prince                                      | 다카라즈카 대극장 도쿄 다카라즈카 극장     | 피터                                                                  |                                                                    |
| 9 - 12                               | 소라                | 댄싱 포 유                                           | 다카라즈카 대극장 도쿄 다카라즈카 극장     |                                                                       |                                                                    |
| 2009년                               |                     |                                                      |                                            |                                                                       |                                                                    |
| 2                                    | 소라                | 외전 베르사이유의 장미 -안드레편-                    | 중일극장                                   | 오스칼/베르나르                                                       |                                                                    |
| 2                                    | 소라                | 댄싱 포유                                            | 중일극장                                   |                                                                       |                                                                    |
| 5                                    | 유키                | 바람의 니시키에                                      | 도쿄 다카라즈카 극장                       |                                                                       |                                                                    |
| 5                                    | 유키                | ZORRO 가면의 메시아                                  | 도쿄 다카라즈카 극장                       | 오리바레스 총독                                                       |                                                                    |
| 7 - 10                               | 유키                | 러시안 블루                                          | 다카라즈카 대극장 도쿄 다카라즈카 극장     | 다린 로즈                                                             |                                                                    |
| 7 - 10                               | 유키                | RIO DE BRAVO!!                                       | 다카라즈카 대극장 도쿄 다카라즈카 극장     |                                                                       |                                                                    |
| 11 - 12                              | 유키                | 설경색                                               | 바우홀 일본청년관                          | 코지로/산고로/이사츠기/요스케/이요 사부로 타다츠나/이요 시로 노부츠나 | 바우ㆍ동상 더블 주연                                               |
| 2010년                               |                     |                                                      |                                            |                                                                       |                                                                    |
| 2 - 4                                | 유키                | 솔페리노의 새벽                                      | 다카라즈카 대극장 도쿄 다카라즈카 극장     | 베르가                                                                |                                                                    |
| 2 - 4                                | 유키                | Carnevale 수몽                                       | 다카라즈카 대극장 도쿄 다카라즈카 극장     |                                                                       |                                                                    |
| 6 - 9                                | 유키                | 로제                                                 | 다카라즈카 대극장 도쿄 다카라즈카 극장     | 크라우스                                                              |                                                                    |
| 6 - 9                                | 유키                | 록 온!                                               | 다카라즈카 대극장 도쿄 다카라즈카 극장     |                                                                       |                                                                    |
| 10 - 11                              | 유키                | 처음으로 사랑했다                                    | 드라마시티 일본청년관                      | 베르몬드                                                              |                                                                    |
| 2011년                               |                     |                                                      |                                            |                                                                       |                                                                    |
| 1 - 3                                | 유키                | 로미오와 줄리엣                                      | 다카라즈카 대극장 도쿄 다카라즈카 극장     | 머큐시오                                                              |                                                                    |
| 4 - 5                                | 유키                | 니진스키 -기적의 무신-                               | 바우홀 일본청년관                          | 바츨라프 니진스키                                                     | 동상 주연                                                          |
| 7                                    | 유키                | 하우 두 석시드                                       | 우메다예술극장                             | 버드 프람프                                                           |                                                                    |
| 9 - 11                               | 유키                | 가면의 남자                                          | 다카라즈카 대극장 도쿄 다카라즈카 극장     | 달타냥                                                                |                                                                    |
| 9 - 11                               | 유키                | ROYAL STRAIGHT FLUSH!!                               | 다카라즈카 대극장 도쿄 다카라즈카 극장     |                                                                       |                                                                    |
| 12 - 2012년 1                        | 유키                | Samourai                                             | 드라마시티 일본청년관                      | 와타라이 하루켄                                                       |                                                                    |
| 2012년                               |                     |                                                      |                                            |                                                                       |                                                                    |
| 3 - 5                                | 유키                | 돈 카를로스                                          | 다카라즈카 대극장 도쿄 다카라즈카 극장     | 포자 후작                                                             |                                                                    |
| 3 - 5                                | 유키                | Shining Rhythm!                                      | 다카라즈카 대극장 도쿄 다카라즈카 극장     |                                                                       |                                                                    |
| 7 - 8                                | 유키                | 쌍곡선상의 카르테                                    | 바우홀 일본청년관                          | 페르난도=드 롯시                                                      | 동상 주연                                                          |
| 10 - 12                              | 유키                | JIN -진-                                             | 다카라즈카 대극장 도쿄 다카라즈카 극장     | 사카모토 료마                                                         |                                                                    |
| 10 - 12                              | 유키                | GOLD SPARK! -이 순간을 영원히-                       | 다카라즈카 대극장 도쿄 다카라즈카 극장     |                                                                       |                                                                    |
| 2013년                               |                     |                                                      |                                            |                                                                       |                                                                    |
| 2                                    | 유키                | 젊은 날의 노래는 잊어라                              | 중일극장                                   | 오와다 잇페이                                                         |                                                                    |
| 2                                    | 유키                | Shining Rhythm!                                      | 중일극장                                   |                                                                       |                                                                    |
| 4 - 7                                | 유키                | 베르사이유의 장미 -페르젠편-                         | 다카라즈카 대극장 도쿄 다카라즈카 극장     | 오스칼 프랑소와 드 자르제 / 베르나르                                  |                                                                    |
| 11 - 2014년 2                        | 유키                | Shall we 댄스?                                       | 다카라즈카 대극장 도쿄 다카라즈카 극장     | 에라                                                                  | 대극장 히로인                                                      |
| 11 - 2014년 2                        | 유키                | CONGRATULATIONS 다카라즈카!!                         | 다카라즈카 대극장 도쿄 다카라즈카 극장     |                                                                       |                                                                    |
| 2014년                               |                     |                                                      |                                            |                                                                       |                                                                    |
| 3                                    | 유키                | 베르사이유의 장미 -오스칼과 안드레편-                | 전국투어                                   | 오스칼 프랑소와 드 자르제                                             | 전국투어 첫 주연                                                   |
| 6 - 8                                | 유키                | 일몽안풍류기 마에다 케이지                           | 다카라즈카 대극장 도쿄 다카라즈카 극장     | 오쿠무라 스케에몬                                                     |                                                                    |
| 6 - 8                                | 유키                | My Dream TAKARAZUKA                                  | 다카라즈카 대극장 도쿄 다카라즈카 극장     |                                                                       |                                                                    |
| 2014년 9월 1일, 유키구미 톱스타 취임 |                     |                                                      |                                            |                                                                       |                                                                    |
| 10                                   | 유키                | 백작영애                                             | 일생극장                                   | 아란 드 오를레앙                                                      | 톱 오히로메 공연                                                   |
| 2015년                               |                     |                                                      |                                            |                                                                       |                                                                    |
| 1 - 3                                | 유키                | 루팡 3세 -왕비의 목걸이를 쫒아라!-                   | 다카라즈카 대극장 도쿄 다카라즈카 극장     | 루팡 3세                                                              | 대극장 톱 오히로메 공연                                            |
| 1 - 3                                | 유키                | 판타지 가이!                                         | 다카라즈카 대극장 도쿄 다카라즈카 극장     |                                                                       | 대극장 톱 오히로메 공연                                            |
| 5                                    | 유키                | 별빛의 사람                                          | 하카타좌                                   | 오키타 소지                                                           |                                                                    |
| 5                                    | 유키                | 판타지 가이!                                         | 하카타좌                                   |                                                                       |                                                                    |
| 7 - 10                               | 유키                | 별이 만나는 하룻밤                                   | 다카라즈카 대극장 도쿄 다카라즈카 극장     | 아마노 하루오키 (키노스케)                                            |                                                                    |
| 7 - 10                               | 유키                | La Esmeralda                                         | 다카라즈카 대극장 도쿄 다카라즈카 극장     |                                                                       |                                                                    |
| 11 - 12                              | 유키                | 슬픔의 코르도바                                      | 전국투어                                   | 에리오 사르바도르                                                     |                                                                    |
| 11 - 12                              | 유키                | La Esmeralda                                         | 전국투어                                   |                                                                       |                                                                    |
| 2016년                               |                     |                                                      |                                            |                                                                       |                                                                    |
| 2 - 5                                | 유키                | 바람의 검심                                          | 다카라즈카 대극장 도쿄 다카라즈카 극장     | 히무라 켄신                                                           |                                                                    |
| 6 - 8                                | 유키                | 로마의 휴일                                          | 중일극장 아카사카 ACT시어터 우메다예술극장 | 조 브래들리                                                           |                                                                    |
| 10 - 12                              | 유키                | 사립탐정 케이레브 헌트                               | 다카라즈카 대극장 도쿄 다카라즈카 극장     | 케이레브 헌트                                                         |                                                                    |
| 10 - 12                              | 유키                | Greatest HITS!                                       | 다카라즈카 대극장 도쿄 다카라즈카 극장     |                                                                       |                                                                    |
| 2017년                               |                     |                                                      |                                            |                                                                       |                                                                    |
| 2                                    | 유키                | 별이 만나는 하룻밤                                   | 중일극장                                   | 아마노 하루오키 (키노스케)                                            |                                                                    |
| 2                                    | 유키                | Greatest HITS!                                       | 중일극장                                   |                                                                       |                                                                    |
| 4 - 7                                | 유키                | 막말태양전                                           | 다카라즈카 대극장 도쿄 다카라즈카 극장     | 이노코리 사헤이지                                                     | 퇴단공연                                                           |
| 4 - 7                                | 유키                | Dramatic “S”!                                        | 다카라즈카 대극장 도쿄 다카라즈카 극장     |                                                                       | 퇴단공연                                                           |

## 퇴단 후 주요 활동

### 무대
| 퇴단 후 주요 무대 | 퇴단 후 주요 무대       | 퇴단 후 주요 무대                                                         | 퇴단 후 주요 무대   | 퇴단 후 주요 무대 |
| 기간 (월)         | 제목                    | 공연장                                                                    | 배역                | 비고              |
| ----------------- | ----------------------- | ------------------------------------------------------------------------- | ------------------- | ----------------- |
| 2017년            |                         |                                                                           |                     |                   |
| 11                | SECRET SPLENDOUR        | TBS아카사카ACT시어터 드라마시티                                           |                     |                   |
| 2018년            |                         |                                                                           |                     |                   |
| 5 - 6             | 우먼 오브 더 이어       | 드라마시티 TBS아카사카ACT시어터                                           | 테스 해딩           |                   |
| 10 - 11           | 낭만활극 바람의 검심    | 신바시연무장 오사카 쇼치쿠좌                                              | 히무라 켄신         |                   |
| 2019년            |                         |                                                                           |                     |                   |
| 4                 | 마호로바                | 시어터이스트 드라마시티                                                   | 장녀 미드리         |                   |
| 2020년            |                         |                                                                           |                     |                   |
| 3                 | 뇌내 포이즌베리         | 신국립극장                                                                | 이케다              |                   |
| 9 - 11            | 게르니카                | PARCO극장 교토극장 류토피아 호노쿠니토요하시예술극장PLAT 키타큐슈예술극장 | 레이첼              |                   |
| 2021년            |                         |                                                                           |                     |                   |
| 5 - 6             | DOORS                   | 세타가야파브릭시어터 오오타시민회관 류토피아 토야마현민회관 모모치파레스  |                     |                   |
| 2022년            |                         |                                                                           |                     |                   |
| 7 -               | 해리 포터와 저주의 아이 | TBS아카사카ACT시어터                                                      | 헤르미온느 그레인저 |                   |

### 드라마
- 2019년 12월, 테레비아사히 『과수연의 여자』 제 23ㆍ24화 - 마시바 유우코
- 2020년 5월, WOWOW 『이세계 주점 노부』 - 리온틴
- 2021년 4 - 6월, TBS 『드래곤사쿠라』 - 키시모토 카오리
- 2022년 5월, WOWOW  『이세계 주점 노부 시즌 2 ~마녀와 대주교 편~』

### TV출연
- 2022년 4월, BS아사히 『그곳에 산이 있으니까』

### 서적
- 2019년 8월, 『꿈을 잡는 법, 계속 도전하는 힘』 (카와데쇼보 신사)

## 수상 이력
- 2007년, 『다카라즈카 가극단 연도상』 - 2006년도 신인상
- 2012년, 『다카라즈카 가극단 연도상』 - 2011년도 노력상
- 2015년, 『다카라즈카 가극단 연도상』 - 2014년도 우수상
- 2017년, 『다카라즈카 가극단 연도상』 - 2016년도 우수상